# Мичиган (езеро)
Езерото Мичиган (на английски: Lake Michigan) е езеро в САЩ, в щатите Мичиган, Уисконсин, Илинойс, Индиана, третото по големина от групата на Големите езера. Площ 58 030 km², обем 4871 km³, максимална дълбочина 281 m, средна – 84 m. Името Мичиган идва от индианското му наименование mishi-gami, което на български означава Големи води, а щата Мичиган е наименуван по името на езерото.

## Разположение, параметри, брегове, острови
Езерото Мичиган е третото по големина езеро от групата на Големите езера, разположено за разлика от останалите четири изцяло на територията на САЩ, на 176,42 m н.в. Дължината му от север на юг е 494 km, а максималната ширина – 190 km. На североизток чрез късия и широк 3 km проток Макино (на английски: Straits of Mackinac) се свързва езерото Хюрън. Дължината на бреговата му линия е 2656 km. Бреговете му са хълмисти, слабо разчленени, с три на брой надзаливни езерни тераси. На север бреговете му са малко по-разчленени, като тук се открояват големите заливи Грийн Бей (на северозапад), Гранд Траверс и Литъл Траверс (на североизток) и полуостров Дор, заграждащ от изток залива Грийн Бей. Покрай южните и югоизточните му брегове се простират пясъчни дюни с обичайна височина 10 – 20 m. В северната му част са разположени няколко десетки острова, най-големите от които са Бивър (145 km²), Вашингтон, Норт Маниту (58 km²), Саут Маниту и др.

## Притоци
В езерото се вливат множество реки, като най-големите са: от запад – Пищиго (219 km), Фокс Ривър (322 km); от изток – Сейнт Джоузеф (332 km), Каламазу (210 km), Гранд Ривър (406 km), Мускегон (348 km), Манисти (310 km).

## Батиметрия
Езерото е разположено на 176,42 m н.в., като на същата н.в. е и езерото Хюрън. Средната му дълбочина е 84 m, а максималната – 281 m (в централната му част). Приливите са полуденонощни с височина до 4 sm. Кратковременни колебания на нивото му се наблюдават при силни северни ветрове и сейши и достигат до 3 – 4 m. Северната му крайбрежна част при студени зими замръзва. Продължителността на навигацията е около 250 денонощия.

## Стопанско значение
До 1950-те години в езерото са обитавали няколко вида риба: пъстърва, минога, чига, американска есетра, щука. В резултат от продължителното замърсяване с отпадни води много от видовете живи организми изчезват (например, пъстървата) и широко развитие имат водораслите. Сега се полагат големи усилия за очистването му и за възстановяване на животинския му свят, като са постигнати значителни резултати. Езерото Мичиган е свързано със системата на река Мисисипи чрез плавателния канал Чикаго – Локпорт и река Илинойс. През 1838 г. започва строежа на канала Клънтън – Каламазу към езерото Сейнт Клеър. Каналът така и никога не започва да функционира. На източния бряг на езерото се намира националният парк Sleeping Bear Dunes.

## Градове
По крайбрежието на езеро Мичиган живеят близо 12 милиона души. Брегът до южната част е силно индустриализиран. Градове с над 30 000 души население по брега са:
| Мичиган - Мускегон |  | Уисконсин - Грийн Бей - Манитовок - Шебойган - Милуоки - Расийн - Кеноша |  | Илиноис - Уокиган - Хайланд Парк - Еванстън - Чикаго |  | Индиана - Хамонд - Гери - Портидж - Мичиган Сити |